# Pegoplata anabnormis
Pegoplata anabnormis är en tvåvingeart som först beskrevs av Huckett 1939.  Pegoplata anabnormis ingår i släktet Pegoplata och familjen blomsterflugor. Inga underarter finns listade i Catalogue of Life.